# R语言
R语言是一種自由軟體程式語言與操作環境，主要用于统计分析、绘图以及数据挖掘。R由新西蘭奧克蘭大學的统计学家罗斯·伊哈卡和罗伯特·杰特曼開發，現在由R核心小组負責開發，同时也有其他用户编写了诸多外挂的软件包。R以S语言为基础，其词法作用域语义來自Scheme。R的后台程序大多由C语言、FORTRAN语言和R自己写成。
R语言是GNU計劃的一个项目，所以其原始碼可自由下載使用。R也有已編譯的執行檔版本可以下載，可在多种平台下运行，包括UNIX（也包括FreeBSD和Linux）、Windows和MacOS。R可以以命令行操作，同時有人開發了幾種圖形用戶界面，其中包括RStudio与Jupyter。
在TIOBE2022年1月对编程语言人气的排名中，R排名第12。

## 发展历程
R语言以S语言为基础，增加了Scheme语言中词法作用域这一机制，使程序员得以将代码中某一对象的适用范围限制到一小段代码之中。S由里克·贝克尔、约翰·钱伯斯、道格·邓恩、琼·麦克雷、以及朱迪·席林于1976年前后于贝尔实验室发明。S是一种用于数据分析的解释型语言，无需编译器即可运行。通常用S语言编写的代码都可以不作修改地在R环境下运行。Scheme是Lisp语言的一个分支，由杰拉尔德·J·萨斯曼和小盖伊·L·斯蒂尔于1975年前后在麻省理工学院发明。
1991年，新西兰奥克兰大学的统计学家罗斯·伊哈卡和罗伯特·杰特曼开始对S语言的一个新版本进行开发。伊哈卡与杰特曼两人名字首字母都是R，R语言因此得名。同时，R这个单一字母的名字也表明R语言与S语言一脉相承。1993年8月，伊哈卡与杰特曼在数据平台StatLib和邮件列表s-news中发布了R的早期版本。1995年，在统计学家马丁·梅克勒的建议下，伊哈卡与杰特曼通过GNU通用公共许可证把R做成了一款免费开源软件。软件于1995年6月进行了首次官方发布。首个稳定测试版本（1.0）于2000年2月29日发布。
R综合档案网（Comprehensive R Archive Network；CRAN）于1997年4月23日正式上线。CRAN除了收藏了R的執行檔下載版、原始碼和說明文件，也收錄了各種用戶撰寫的R軟件包。CRAN最早有3个镜像以及12个软件包。截止2022年1月，CRAN有101個鏡像站以及18728个软件包。
同样在1997年，R核心小组正式成立，以进一步对R语言进行开发。截止2022年1月，小组成员包括伊哈卡、杰特曼、钱伯斯以及梅克勒，同时也包括了统计学家库尔特·奥尔尼克、道格拉斯·贝茨、彼得·达尔高、卢克·蒂尔尼、弗里德里希·莱施、托马斯·拉姆利、邓肯·坦普尔·朗、迈克尔·劳伦斯、乌韦·利格斯、布莱恩·里普利、塞巴斯蒂安·迈耶、保罗·默雷尔、马丁·普卢默、迪伊潘·萨卡尔、西蒙·乌尔巴内克以及计算机科学家托马斯·卡利贝拉。小组过去的成员包括塞思·福尔肯、圭多·马萨罗托、邓肯·默多克、马丁·摩根、海纳·施瓦特以及斯特凡诺·雅各斯。2003年4月，一个名为R基金会的非盈利组织正式成立，为的是更好地对R语言的开发提供支持。

## 内置功能
R主要用于数据分析。在R语言中，用于信息存储的数据结构包括向量、数组、列表以及数据框。向量指一组带有固定顺序, 数据类型唯一的字串或数值，其内容可以填写到一维或多维的数组之中。二维数组也叫做矩阵。R支持各种数组运算，与自由软件GNU Octave和商業軟件MATLAB的功能有所重叠。列表指一组数据类型可能有所不同的对象。一个字串向量与数值向量合在一起就可以成为一个列表。数据框本质上是一个列表，里面包含了一个或多个长度相同的向量。数据框将这些向量合并成表格，每一纵列都有一个单一的名称。标量这一数据类型在R语言中并不存在，所谓的标量就是一个长度为一的向量。
用户可以用R来进行一些基本的统计检验，构建线性及非线性的模型，对时间序列加以分析，或对数据进行分类与聚类分析。R的另一強項是繪圖功能，画出的图表能够达到专业出版物的要求，也可加入數學符號。计算强度较大时，用户可在程序中嵌入C、C++以及FORTRAN语言以帮助运算。
因為S的血緣，R比其他統計學或數學專用的編程語言有更強的物件導向（面向对象程序设计, S3, S4等）功能。

## 套件
R的功能能夠透過由用戶撰寫的套件（Packages）增強。增加的功能有特殊的統計技術、繪圖功能，以及編程介面和數據輸出／輸入功能。這些軟件包是由R語言、LaTeX、Java及最常用C語言和Fortran撰寫。下載的執行檔版本會連同一批核心功能的軟件包，而根據CRAN紀錄有一萬多種不同的軟件包。其中有幾款較為常用，例如用於經濟計量、財經分析、人文科學與社會科學研究以及人工智能。

## 發展
生物信息学社群時常使用R進行分子生物學數據分析。Bioconductor計劃就是讓R作為基因圖譜分析工具。 Gnumeric開發者正和R開發者合作，改善Gnumeric計算結果的精確度。

## R新聞雜誌
《R新聞雜誌》（R Newsletter）每年會出版兩至三次，為一份免費的電子雜誌，內容有關統計學軟件發展及R語言開發資訊。第一期在2001年一月出版。从2008年开始，被R Journal替代。

## 例子

### 基本语法
下面的例子展示基本的语言语法和命令行界面使用。在R语言中，一般偏好采用两字符合成箭头的赋值算符<-，但是在某些情况也可以使用=。
```
> 
x
 
<-
 
1
:
6
 
# 在当前环境中创建数值向量。

> 
y
 
<-
 
x
^
2
 
# 基于在x中的值创建向量。

> 
print
(
y
)
 
# 打印向量的内容。

[1]  1  4  9 16 25 36

> 
z
 
<-
 
x
 
+
 
y
 
# 创建是为x与y的和的新向量。

> 
z
 
# 返回z的内容至当前环境。

[1]  2  6 12 20 30 42

> 
z_matrix
 
<-
 
matrix
(
z
,
 
nrow
=
3
)
 
# 创建将向量z转变为3x2矩阵对象的新矩阵。

> 
z_matrix
 

     [,1] [,2]

[1,]    2   20

[2,]    6   30

[3,]   12   42

> 
2
*
t
(
z_matrix
)
-2
 
# 转置这个矩阵，对每个元素乘以2，从矩阵中每个元素减去2，并返回结果至终端。

     [,1] [,2] [,3]

[1,]    2   10   22

[2,]   38   58   82

> 
new_df
 
<-
 
data.frame
(
t
(
z_matrix
),
 
row.names
=
c
(
'A'
,
'B'
))
 
# 创建包含来自转置的z_matrix的数据的新data.frame对象，具有横行名字'A'和'B'。

> 
names
(
new_df
)
 
<-
 
c
(
'X'
,
'Y'
,
'Z'
)
 
# 设置new_df的纵列名字为X、Y和Z。

> 
print
(
new_df
)
  
# 打印当前结果。

   X  Y  Z

A  2  6 12

B 20 30 42

> 
new_df
$
Z
 
# 输出Z列。

[1] 12 42

> 
new_df
$
Z
==
new_df
[
'Z'
]
 
&&
 
new_df
[
3
]
==
new_df
$
Z
 
# data.frame的Z列可以使用$Z、['Z']或[3]语法来访问，得到的值是相同的。 

[1] TRUE

> 
attributes
(
new_df
)
 
# 打印关于new_df对象的特性信息。

$names

[1] "X" "Y" "Z"

$row.names

[1] "A" "B"

$class

[1] "data.frame"

> 
attributes
(
new_df
)
$
row.names
 
<-
 
c
(
'one'
,
'two'
)
 
# 访问并接着变更row.names特性；还可以使用rownames()来完成。

> 
new_df

     X  Y  Z

one  2  6 12

two 20 30 42

```

### 函数的结构
R语言的力量之一是易于创建新函数。在函数体内的对象保持局部于这个函数，而且可以返回任何数据类型。例如：
```
# 声明函数“f”具有参数“x”、“y“。

# 它返回x和y的线性组合。

f
 
<-
 
function
(
x
,
 
y
)
 
{

  
z
 
<-
 
3
 
*
 
x
 
+
 
4
 
*
 
y

  
return
(
z
)
 
## 这里的return()函数是可选的。

}

```

```
> 
f
(
1
,
 
2
)

[1] 11

> 
f
(
c
(
1
,
2
,
3
),
 
c
(
5
,
3
,
4
))

[1] 23 18 25

> 
f
(
1
:
3
,
 
4
)

[1] 19 22 25

```

### 建模和绘图
R语言对数据建模和图形有内建支持。下列例子展示R语言如何轻易的生成并绘制带有残差的线性回归模型。

出自绘制“模型” （例子中“plot.lm”函数）的诊断图。

```
> 
x
 
<-
 
1
:
6
 
# 创建x和y值。

> 
y
 
<-
 
x
^
2
  

> 
model
 
<-
 
lm
(
y
 
~
 
x
)
  
# 线性回归模型y = A + B * x。

> 
summary
(
model
)
  
# 显示这个模型的深入总结。

Call:

lm(formula = y ~ x)

Residuals:

      1       2       3       4       5       6       7       8      9      10

 3.3333 -0.6667 -2.6667 -2.6667 -0.6667  3.3333

Coefficients:

            Estimate Std. Error t value Pr(>|t|)   

(Intercept)  -9.3333     2.8441  -3.282 0.030453 * 

x             7.0000     0.7303   9.585 0.000662 ***

---

Signif. codes:  0 ‘***’ 0.001 ‘**’ 0.01 ‘*’ 0.05 ‘.’ 0.1 ‘ ’ 1

Residual standard error: 3.055 on 4 degrees of freedom

Multiple R-squared:  0.9583, Adjusted R-squared:  0.9478

F-statistic: 91.88 on 1 and 4 DF,  p-value: 0.000662

> 
par
(
mfrow
 
=
 
c
(
2
,
 
2
))
  
# 创建2乘2格局的图表。

> 
plot
(
model
)
  
# 输出这个模型的诊断图。

```

### 曼德博集合
通过对方程z = z2 + c的前20次迭代计算曼德博集合的简短R代码，它针对不同的复数常量c而绘图。这个例子展示了：

"Mandelbrot.gif" – R语言用14行代码创建的图形。

- 使用社区开发库（叫做R包），这里是caTools包；
- 处理复数；
- 多维数值数组作为基本数据类型，用于变量C、Z和X。

```
install.packages
(
"caTools"
)
  
# 安装外部包。

library
(
caTools
)
             
# 这个外部包提供write.gif函数。

jet.colors
 
<-
 
colorRampPalette
(
c
(
"green"
,
 
"pink"
,
 
"#007FFF"
,
 
"cyan"
,
 
"#7FFF7F"
,

                                 
"white"
,
 
"#FF7F00"
,
 
"red"
,
 
"#7F0000"
))

dx
 
<-
 
1500
                    
# 定义宽度。

dy
 
<-
 
1400
                    
# 定义高度。

C
  
<-
 
complex
(
real
 
=
 
rep
(
seq
(
-2.2
,
 
1.0
,
 
length.out
 
=
 
dx
),
 
each
 
=
 
dy
),

              
imag
 
=
 
rep
(
seq
(
-1.2
,
 
1.2
,
 
length.out
 
=
 
dy
),
 
dx
))

C
 
<-
 
matrix
(
C
,
 
dy
,
 
dx
)
       
# 重制形状为复数的方块矩阵。

Z
 
<-
 
0
                       
# 初始化Z为零。

X
 
<-
 
array
(
0
,
 
c
(
dy
,
 
dx
,
 
20
))
 
# 初始化输出3D数组。

for 
(
k
 
in
 
1
:
20
)
 
{
            
# 循环具有20次迭代。

  
Z
 
<-
 
Z
^
2
 
+
 
C
               
# 中心差分方程。

  
X
[,
 
,
 
k
]
 
<-
 
exp
(
-
abs
(
Z
))
   
# 捕获结果。

}

write.gif
(
X
,
 
"Mandelbrot.gif"
,
 
col
 
=
 
jet.colors
,
 
delay
 
=
 
100
)

```